# مارسيو سوزا (لاعب كرة قدم)
مارسيو سوزا هو لاعب كرة قدم برتغالي في مركز الوسط، ولد في 23 مارس 1986 في غيمارايش في البرتغال. شارك مع منتخب البرتغال تحت 16 سنة لكرة القدم ومنتخب البرتغال تحت 17 سنة لكرة القدم ومنتخب البرتغال تحت 18 سنة لكرة القدم ومنتخب البرتغال تحت 19 سنة لكرة القدم. أما مع النوادي، فقد لعب مع نادي تونديلا ونادي فارنزي.

## وصلات خارجية
- مارسيو سوزا (لاعب كرة قدم) على موقع الاتحاد الدولي (مؤرشف)  (الإنجليزية)
- مارسيو سوزا (لاعب كرة قدم) على موقع قاعدة بيانات كرة القدم.إي يو (الإنجليزية)
- مارسيو سوزا (لاعب كرة قدم) على موقع Soccerway.com (الإنجليزية)